# Stevia
Stevia é um género botânico pertencente à família Asteraceae.

## Descrição
A estévia, planta que representa o género, é um pequeno arbusto perene que pertence à família dos crisântemos e é nativa do Brasil e do Paraguai.
Esta planta tem uma extraordinária capacidade adoçante. Em sua forma natural é aproximadamente 10-15 vezes mais doce do que o normal açúcar doméstico. Na sua forma mais comum de pó branco, de esteviosídeo, extraído das folhas da planta, chega a ser de 70 a 400 vezes mais doce que o adoçante natural.

## Saúde
A stévia tem como seus principais benefícios:
- não causa diabetes;
- não contém calorias;
- não altera o nível de açúcar no sangue;
- não é tóxica;
- inibe a formação da placa e da cárie dental

## História
A stévia tem sido amplamente utilizada pelos índios Guarani desde há quase 1500 anos. Eles usaram a planta como um adoçante que também chamaram de "ka'a he'ê", o que significa erva doce.

## Especies seleccionadas
Lista:
- Stevia achalensis Hieron.
- Stevia adenophora  B.L.Rob.
- Stevia alatipes
- Stevia achalensis Hieron.  B.L.Rob.
- Stevia alpina  Griseb.
- Stevia amabilis Lemmon ex A.Gray
- Stevia callosa Cerv. ex Loudon
- Stevia potosina Soejima, Yahara & K.Watan.
- Stevia rebaudiana (Bertoni) Bertoni